# Barrage de Touroukhansk
 (novembre 2020).
Le barrage de Touroukhansk (en russe : Туруханская ГЭС, Touroukhanskaïa GuES) est un projet de grand barrage hydroélectrique sur la rivière Toungouska inférieure en Sibérie (Russie). Il pourrait devenir la deuxième plus grande centrale hydroélectrique du monde avec une puissance projetée de 20 gigawatts, bien que certaines sources ne font état que d'une puissance de 12 GW.

## Projet
Le site du futur barrage se trouve à 120 kilomètres en amont de la ville de Touroukhansk, où la Toungouska inférieure conflue avec le fleuve Ienisseï. Cet endroit est situé dans l'ancienne région autonome des Évenks.
Le barrage devrait atteindre 206 m de hauteur. Il n'est cependant pas encore décidé s'il s'agira d'un barrage-poids ou d'un barrage en béton. Si cette dernière option est retenue, l'ouvrage aurait un volume de 14 millions de m3 ; un barrage-poids serait beaucoup plus volumineux.[pas clair]
La retenue créée par le barrage aurait une superficie de 9 400 km2, formant le lac artificiel le plus étendu au monde. C'est une surface supérieure à celle du Liban. En cas de crue majeure, le barrage pourra laisser s'écouler un débit de 70 000 m3/s. Le débit annuel moyen passant par les turbines sera de 112 milliards de m3.
D'après le site internet officiel, douze turbines de 1 Gigawatt chacune sont prévues. Mais d'autres sources, comme le U.S. Committee on Large Dams, le comité national américain de l'International Commission on Large Dams, évoquent d'une puissance totale de 20 GW. Le barrage serait en mesure de produire 10 % de l'électricité consommée en Russie.
Le coût de cette construction est estimé à 12 milliards d'US dollars. L'électricité générée doit être transportée par une ligne à haute tension de quelque 3 500 km (coût: 4 milliards de dollars) vers les villes de Russie d'Europe de Tambov et Volgograd.

## Histoire
L'URSS était portée sur les très grands travaux, et celui de Touroukhansk avait été étudié pour permettre l'électrification de la région de Norislk et de la Russie européenne. Cependant, l'endroit isolé nécessitait la construction de kilomètres de lignes électrique, et avait été laissé de côté. Les pénuries électriques des années 1980 conduisent à chercher de nouvelles sources d'électricité. À la suite de la catastrophe de Tchernobyl, le nucléaire n'est plus étudié, et l'hydroélectricité devient l'alternative privilégiée. Le projet de barrage à Touroukhansk est de nouveau étudié dans la seconde moitié des années 1980, mais rencontre l'opposition des militants écologistes. Une étude d'impact est commandée à l'Académie des sciences d'URSS. Devant une construction qui prendrait trois plans quinquennaux, neuf milliards de roubles et avec la crise économique qui se profile à la fin des années 1980, le projet est gelé à la fin des années 1980.
Le projet de barrage est relancé en 2001 par des entreprises énergétiques russes. L'impact humain devrait être faible : seuls des petits villages aux conditions de vie difficiles seront noyés. Cependant, l'impact écologique demeure problématique : des centaines d'hectares de forêt devraient être noyés, ainsi que trois lieux d'essais nucléaires souterrains des années 1970. En 2009, les résidents demandent l'arrêt des travaux préparatoires. Le projet apparaît cependant régulièrement dans certains documents de travail russes, mais aucune construction n'a commencé.
Les Evenkis protestent contre la construction du barrage. Celui-ci conduirait à chasser 2 000 d'entre eux de leurs terres, et menacerait leur mode de vie de chasseurs et d'éleveurs de rennes.